# Anton Laschan
Anton vitez Laschan pl. Moorland, avstrijski državni uradnik, * 5. avgust 1811, Metlika, † 22. februar 1897, Ljubljana.
Anton Laschan je bil med letoma 1874 in 1882 ljubljanski župan in hkrati zadnji župan Ljubljane nemškega rodu.